# Ærøskøbing Sogn

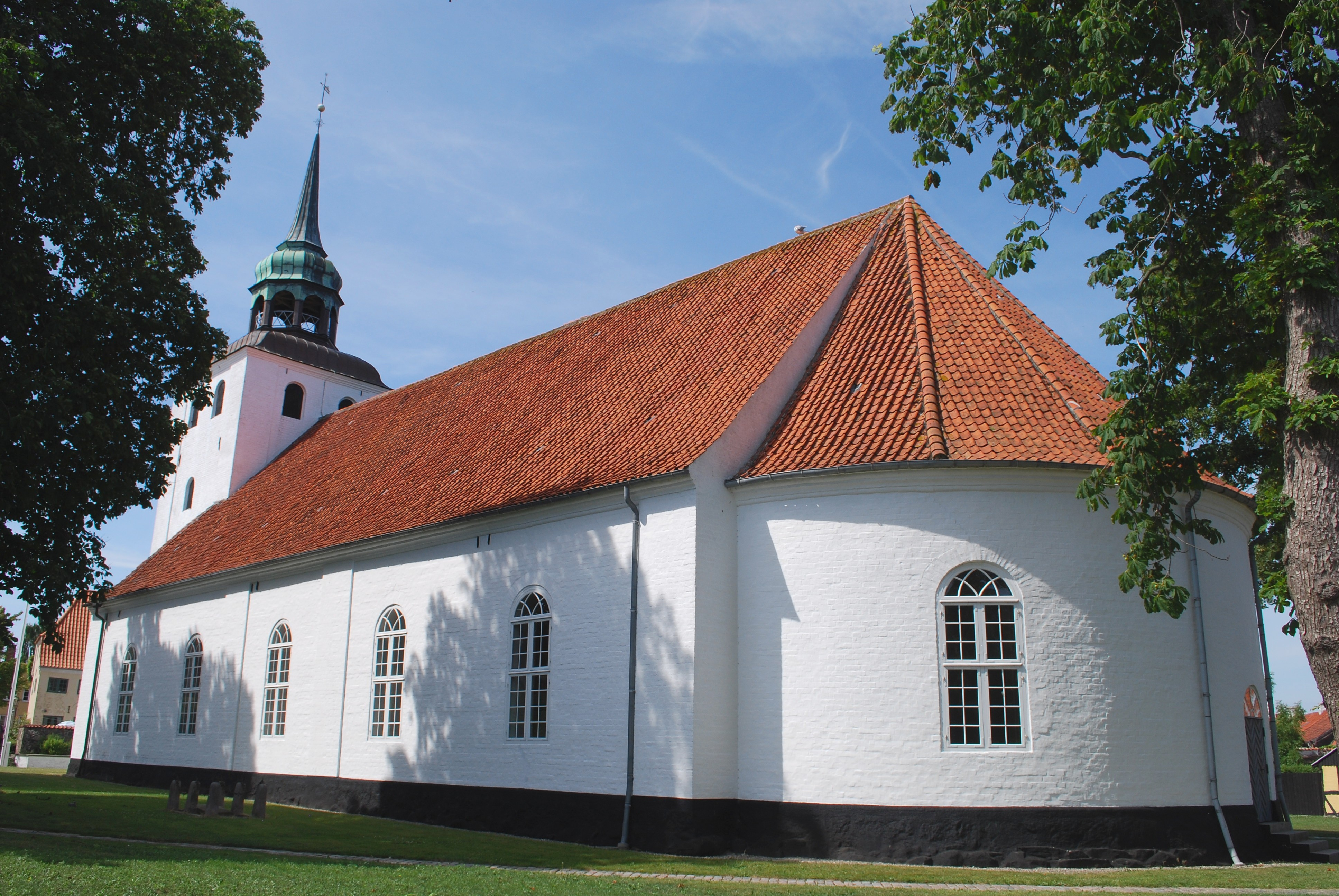
Ærøskøbing Kirke

Ærøskøbing Sogn ist eine dänische Kirchspielgemeinde (dän.: Sogn) auf der Insel Ærø. Bis 1970 gehörte sie zur Harde Ærø Herred im damaligen Svendborg Amt, danach zur Ærøskøbing Kommune im damaligen Fyns Amt. Im Vorfeld der Kommunalreform zum 1. Januar 2007 wurde das Kirchspiel bereits 2006 der Ærø Kommune zugeordnet, die seit 2007 zur Region Syddanmark gehört. In der Gemeinde liegt die Kirche „Ærøskøbing Kirke“.

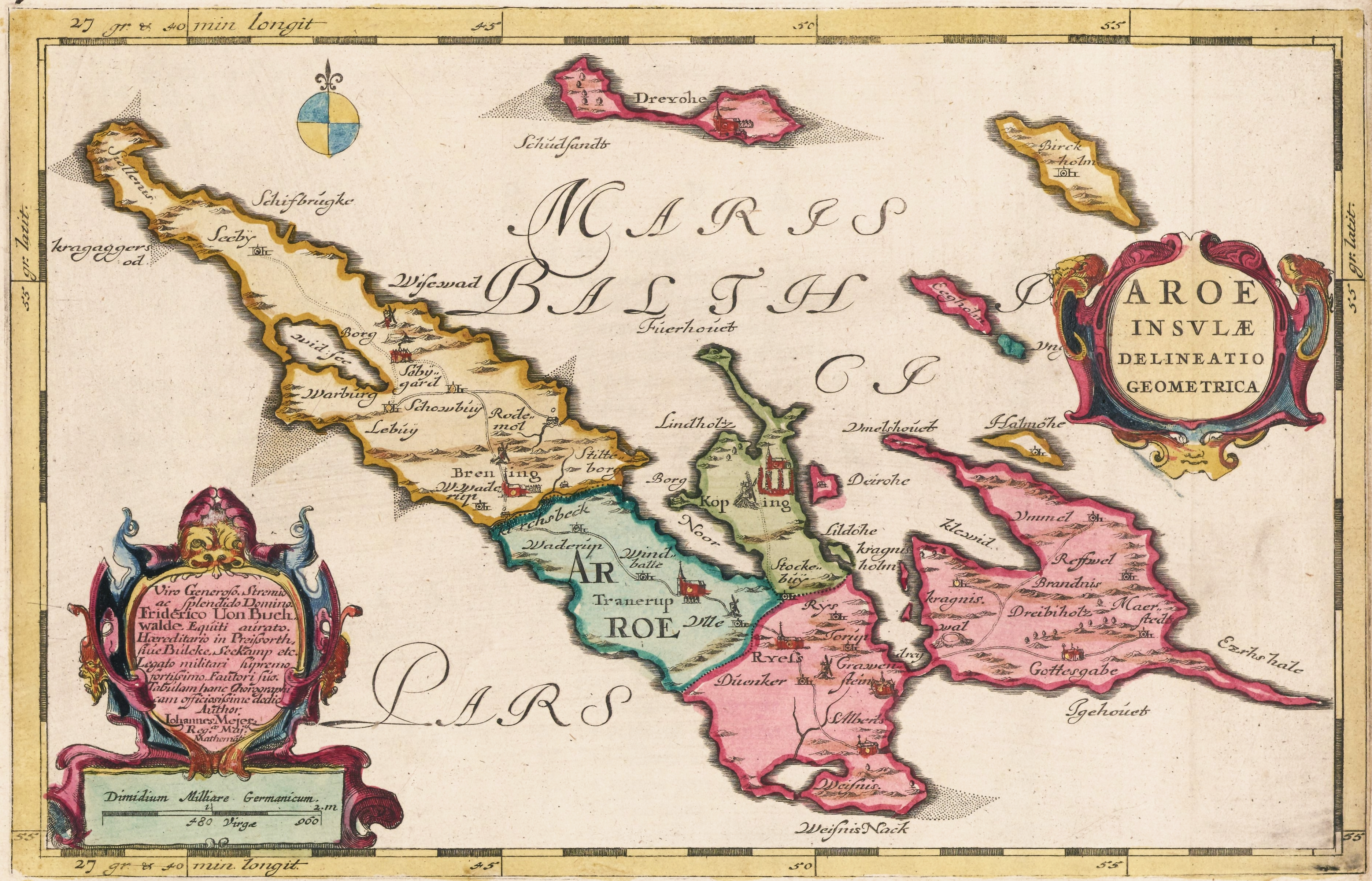
Koping auf der Karte von 1665

Nachbargemeinde ist im Süden  das Kirchspiel Rise.
Die Gemeinde hatte am 1. Januar 2023 972 Einwohner, davon wohnten 914 in Ærøskøbing selbst.